# Dashtakar
Dashtakar ou Dashtaqar (en arménien Դաշտաքար ) est une communauté rurale du marz d'Ararat en Arménie. En 2008, elle compte 682 habitants.

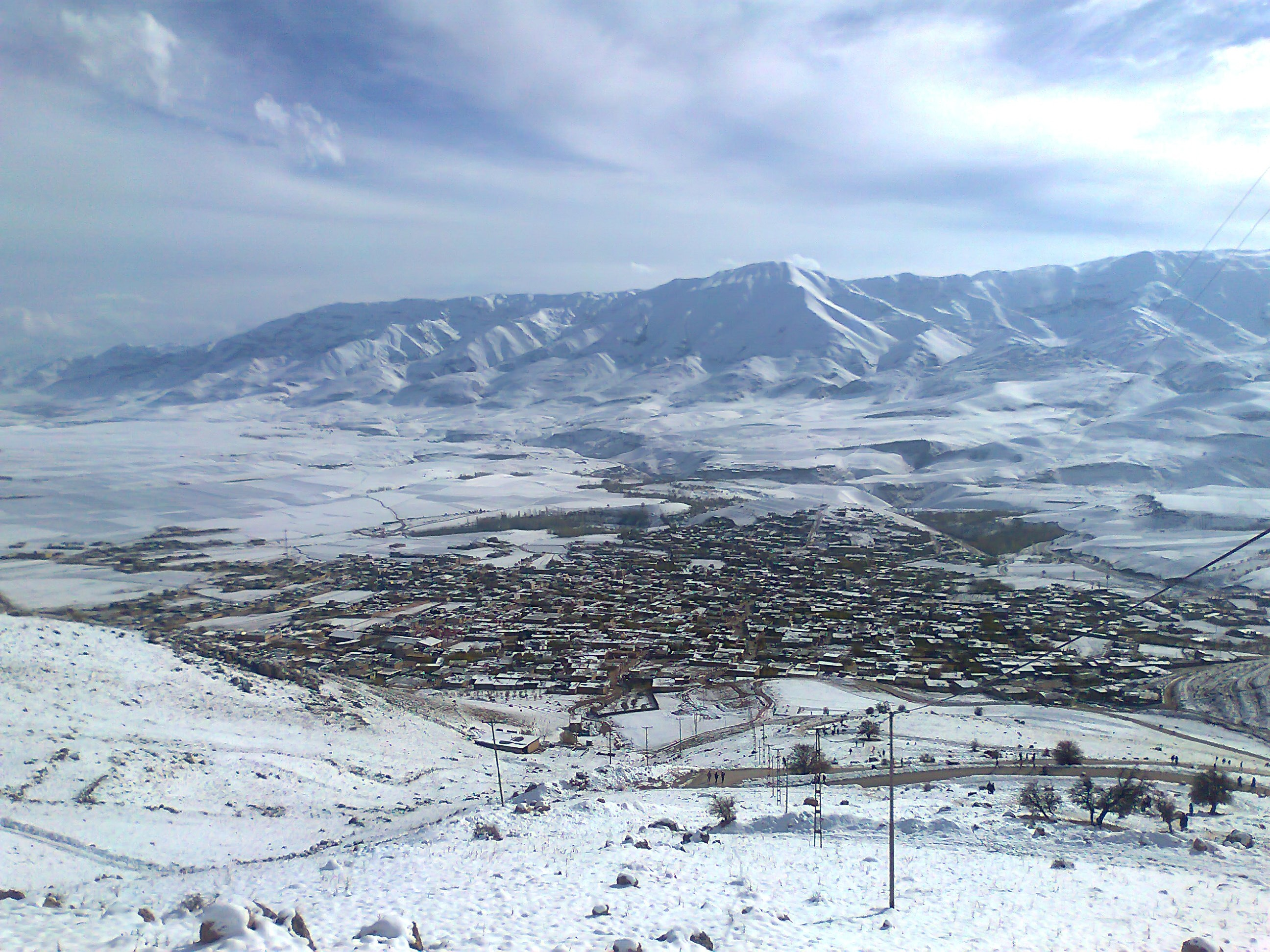
Vue générale en 2012.